# Lucas Vidal
Lucas Vidal (Madrid, 6 marzo 1984) è un compositore spagnolo di colonne sonore cinematografiche.
Solito lavorare con film di produzione indipendente, è salito alla ribalta nel 2011 firmando la colonna sonora del successo spagnolo Bed Time. In seguito lavora a progetti più importanti, come The Raven e La fredda luce del giorno. Nel 2013, all'età di 28 anni, sostituisce Brian Tyler nel ruolo di compositore nella celebre serie Fast and Furious, diventando così il compositore più giovane in assoluto ad aver composto la colonna sonora di un film con almeno 100 milioni di dollari di budget.

## Filmografia parziale

### Compositore
- Cathedral Pines (2006)
- The Immortal Voyage of Captain Drake (2009)
- Hammer of the Gods (2009)
- La isla interior (2009)
- Vanishing on 7th Street (2011)
- Bed Time (2011)
- Green Guys (2011)
- The Raven (2012)
- La fredda luce del giorno (2012)
- Invasor (2012)
- Afterparty (2013)
- Mindscape (2013)
- Furious Speed - Curve pericolose (Combustión), regia di Daniel Calparsoro (2013)
- Fast & Furious 6 (2013)
- Le origini del male (The Quiet Ones), regia di John Pogue (2013)
- Cold Skin (2014)
- Tell (2014)
- Il caso Freddy Heineken (Kidnapping Mr. Heineken), regia di Daniel Alfredson (2015)
- Paradise Hills, regia di Alice Waddington (2019)
- Un amore di mamma (Amor de madre), regia di Paco Caballero (2022)